# Philip Herbert Cadoux-Hudson
Philip Herbert Cadoux-Hudson, britanski general, * 1894, † 1980.